# 横浜電気鉄道
横浜電気鉄道株式会社（横濱電氣鐵道株式會社、よこはまでんきてつどう）は、1904年（明治37年）から1921年（大正10年）まで、神奈川県横浜市で路面電車を運行していた民間企業。横浜市に買収され、横浜市電気局（現 横浜市交通局）が運営する横浜市電になった。

## 概要

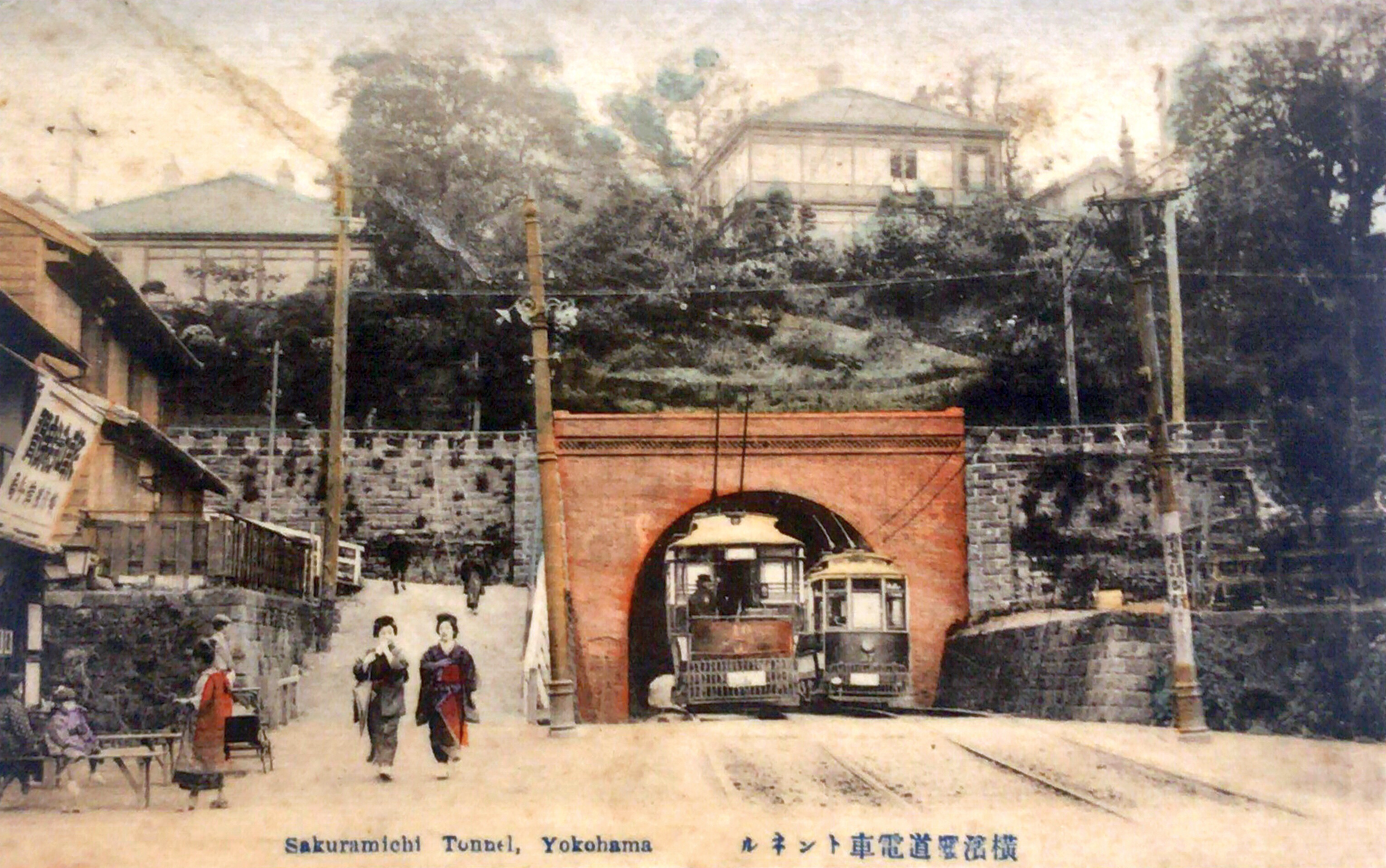
本牧線の櫻道トンネル（現 第二山手隧道）を通る路面電車

日本初の路面電車京都電気鉄道が開業した1895年（明治28年）頃から路面電車の計画が具体化し、1895年（明治28年）から1899年（明治32年）にかけて、横浜電車鉄道（のちの大師電気鉄道、現在の京急大師線）・横浜共同電車鉄道・石油機関自動鉄道・空気自動鉄道・馬車鉄道・横浜馬車鉄道・横浜市内電車鉄道・横浜電気鉄道など18組が鉄道開設を出願した。
そこで1899年（明治32年）9月、高瀬理三郎・高橋四郎・田沼太右衛門・平沼延次郎（横浜の富豪、平沼専蔵の養子）らの4派が合同して出願を行い、横浜電気鉄道株式会社（資本金100万円　本社：横浜市尾上町五丁目31番地　社屋：横浜市西戸部町330番地）に認可が下りた。
なお1899年8月10日には競合を恐れた人力車夫約400人が市議会の議場に乱入して議員を襲撃する騒ぎもあり、市長が辞表を提出するに至るまで追い込まれ、認可の審議は難航した。人力車組合との話し合いにより、横浜電気鉄道の着工は認可の3年後とされたため、会社の創立総会は1902年（明治35年）4月に行われた。1902年（明治35年）10月には平沼延次郎が所有していた株式を安田組に譲渡したため、監査役に安田財閥の安田善次郎を迎え、助言や資金援助を受けることになった。
1904年（明治37年）7月15日、横浜市初の路面電車として営業を開始。当初路線は、青木橋（神奈川駅の西） - 大江橋（桜木町駅の南東）を海岸沿いに結び、運賃は片道3銭（日露戦争による通行税課税後は4銭）とされた。
路線は次第に拡大し、1905年（明治38年）には大江橋 - 西ノ橋を建設して延伸し、1911年（明治44年）には本牧線（西ノ橋 - 箕輪下（本牧半島東端の本牧原）が開通、翌年には八幡橋（根岸駅の西）まで延伸され、1914年（大正3年）には弘明寺（弘明寺駅前）に達した。1913年（大正2年）開通の西戸部線は当初、戸部橋（高島町駅付近、戸部七丁目） - 日本橋（吉野町駅付近）で本線と接続されていなかった。最終的に10路線に達し、路線延長は1919年（大正8年）時点で約20kmに及んだ。
当初は業績が好調で増資も重ねており、資本金が600万円に達した。しかし日露戦争後の大正バブルの崩壊で、1920年（大正9年）上半期の収益は前期の半分以下に落ち込み、路線新設・電車購入時の借入金・利子の支払いと、従業員の大規模なストライキに苦労するようになった。また安田善次郎引退後の安田財閥と対立し、資本の引き上げを招いてしまった。さらに物価高騰や不動産事業の不調などにより経営が悪化し、1920年（大正9年）4月に運賃を5銭から8銭に値上げする申請を行った。しかし物価高騰に困っていた市民や新聞の反発を招いた。また同時期に名古屋電気鉄道では運賃値上げによる電車焼き討ち事件も起きていたことから、横浜市では横浜電気鉄道の市営化が検討され、11月12日に横浜市議会・臨時株主総会で横浜市が620万円で全路線を買収することが決定。1921年（大正10年）4月1日午前0時をもって会社は解散し、横浜市電として横浜市電気局（現 横浜市交通局）による運行が始まった。

## 路線
| 路線名                       | 区間                                                                         | 距離    | 開通日                     |
| ---------------------------- | ---------------------------------------------------------------------------- | ------- | -------------------------- |
| 神奈川線                     | 神奈川（青木橋バス停） - 大江橋                                              | 2.60km  | 1904年（明治37年）7月15日  |
| 神奈川線                     | 大江橋 - 西の橋（石川町ジャンクション付近）                                  | 1.69km  | 1905年（明治38年）7月24日  |
| 税関線                       | 馬車道（国道16号馬車道交差点） - 住吉町1丁目（横浜スタジアム北西側）         | 1.53km  | 1905年（明治38年）12月25日 |
| 住吉町線                     | 尾上町1丁目（尾上町バス停付近） - 花園橋（横浜スタジアム前バス停付近）       | 0.64km  | 1905年（明治38年）12月25日 |
| 本牧線                       | 西の橋 - 本牧町原（本牧原バス停）                                            | 3.04km  | 1911年（明治44年）12月26日 |
| 羽衣町線                     | 馬車道 - 駿河橋（吉野町一丁目バス停）                                        | 4.33km  | 1911年（明治44年）12月23日 |
| 滝頭線                       | 駿河橋 - 八幡橋（八幡橋バス停）                                              | 4.33km  | 1912年（明治45年）4月13日  |
| 西戸部線                     | 戸部橋（2代目横浜駅付近） - 日本橋（阪東橋駅西側）                           | 3.88km  | 1913年（大正2年）2月21日   |
| 西戸部線                     | 戸部橋 - 横浜駅（横浜駅東口）                                                | 3.88km  | 1916年（大正5年）10月21日  |
| 西戸部線                     | 横浜駅 - 花咲橋（花咲橋バス停）                                              | 3.88km  | 1919年（大正8年）10月15日  |
| 大岡川線                     | 駿河橋 - お三の宮（お三の宮バス停）                                          | 2.47km  | 1920年（大正9年）9月14日   |
| 大岡川線                     | お三の宮 - 弘明寺（横浜市営地下鉄 弘明寺駅）                                 | 2.47km  | 1920年（大正9年）9月19日   |
| 貨物線（キリンビール会社線） | 本牧天沼（横浜市立北方小学校）-箕輪下（本牧一丁目バス停）-元町（元町バス停） | 0.18km  | 1913年（大正2年）5月6日    |
| 合計                         | 合計                                                                         | 20.42km | -                          |

なお神奈川線の開業当時の距離は2.82kmだったが、京浜線（現 東海道本線）の改良工事に伴い大正3年に線路の移設が行われ、東横浜駅構内を通らなくなったため約200m短かくなった。また滝頭線は、金沢町経由で三浦郡逗子町まで延伸する免許を取得していたが、第一次世界大戦による物価の高騰が原因で延伸計画は中止された。

## 車両
- 電動客車
- 電動貨車
- 散水車

## 車庫
- 瀧頭車庫（磯子区丸山町廣地359番地） - 現在は横浜市営バス滝頭営業所・横浜市電保存館。1912年（明治45年）4月13日使用開始。
- 櫻道下車庫（横浜市中区麦田町一丁目26番地） - のちの横浜市電麦田車庫・横浜市営バス麦田営業所。現在は老人福祉センター横浜市麦田清風。本牧線の開業に伴い、1911年（明治44年）12月26日使用開始。
- 高島町車庫（横浜市高島町一丁目 万里橋ぎわ → 高島町四丁目） - 創業時から使用していたが、1914年（大正3年）3月に高島町四丁目に移転。市電に移行後の1928年（昭和3年）3月14日に、生麦車庫（現在の横浜市営バス鶴見営業所）が新設されたため廃止された。